# Faus de Borgonnuòu
Faus Masuras (en francès Faux-Mazuras) és una localitat i comuna de França, a la regió de la Nova Aquitània, departament de la Cruesa.
La seva població al cens de 1999 era de 160 habitants. Està integrada a la Communauté de communes de Bourganeuf-Royère-de-Vassivière.

## Demografia
| 1968 | 1975 | 1982 | 1990 | 1999 |
| ---- | ---- | ---- | ---- | ---- |
| 216  | 182  | 179  | 169  | 160  |

## Administració
| Període | Identitat       | Partit |
| ------- | --------------- | ------ |
| 2001-   | Jacques Mazière |        |